# Evangelischer Kirchhof Nikolassee
Der Evangelische Friedhof Nikolassee, auch Ev. Kirchhof Nikolassee, ist der Friedhof der evangelischen Kirchengemeinde Nikolassee. Er befindet sich östlich des Kirchweges im Berliner Ortsteil Nikolassee. Der Friedhof ist im Zusammenhang mit der Villenkolonie in Nikolassee 1906–1907 entstanden. Er weist heute eine Fläche von 17.523 Quadratmeter auf und steht als Gesamtanlage unter Denkmalschutz. Zusätzlich sind die Friedhofskapelle, die Einfriedungsmauer und 19 Gräber als einzelne Baudenkmäler geschützt. Auf dem Friedhof befinden sich fünf Ehrengräber des Landes Berlin. Das Land Berlin kategorisiert den Friedhof als Waldfriedhof.

## Geschichte
Im Jahre 1906, fünf Jahre nach Gründung der Villenkolonie Nikolassee (die 1910 selbstständige preußische Landgemeinde wurde), stellte die Heimstätten-AG, die Gründungsträgerin von Nikolassee, ein 11.490 Quadratmeter großes Areal als Kirch- und Pfarrgrundstück zur Verfügung. Hiervon wurden 5.312 Quadratmeter als Begräbnisstätte angelegt und im Oktober 1907 kirchlich geweiht. Direkt gegenüber, auf der westlichen Seite des Kirchweges, entstand 1909–1910 die Kirche Nikolassee. 1909 erfolgte die Auspfarrung aus der Muttergemeinde Zehlendorf und die Einrichtung einer Pfarrstelle, 1910 die Übernahme des Friedhofs in das Eigentum der neuen Gemeinde.
Die Gestaltung des Friedhofs erfolgte durch den Architekten Johannes Bartschat. Mauer und Tor am Kirchweg entstammen noch dem ursprünglichen Entwurf Bartschats aus dem Jahr 1906.

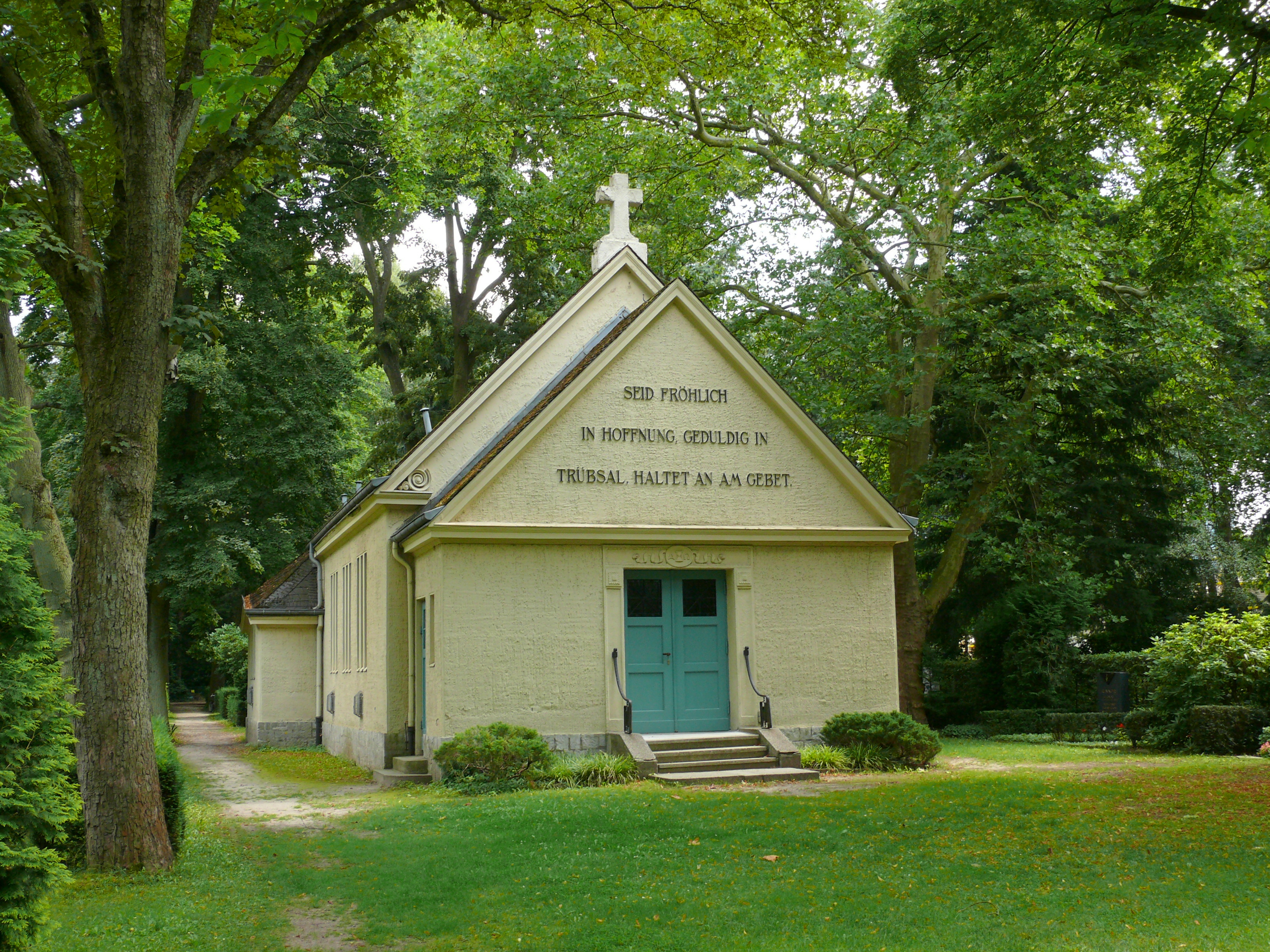
Friedhofskapelle

In den Jahren 1912–1913 wurde auf dem Friedhofsgelände eine T-förmige Kapelle angelegt. Die Entwürfe lieferte wiederum Johannes Bartschat. Einfriedung mit Mauer und Tor sowie die Kapelle werden der beginnenden Moderne zugerechnet.
Das ursprüngliche Friedhofsareal wurde 1913 durch Zukauf um 3600 Quadratmeter und 1918 um weitere 6800 Quadratmeter erweitert. Die bisher letzte Erweiterung, mit der auch eine Umgestaltung des Friedhofs nach Plänen von Richard Köhler einher ging, erfolgte 1939/40.
Im Juli 1940 ließ die Gemeinde auf dem neuen Kirchhofsteil ein hohes steinernes als Eisernes Kreuz geformtes Kreuz von dem Architekten Wilfried Wendland errichten. Mit diesem schlichten Mahnmal für die Gefallenen der Gemeinde in den Kriegen zuvor konnte der damaligen Praxis, Hakenkreuze auf Grabstätten anzulegen, entgegengetreten werden. Dieses Kreuz symbolisiert dagegen das Kreuz Jesu Christi als Erlösungs- und Friedenszeichen. 1957 erhielt dieses Denkmal eine eiserne Dornenranke des Künstlers Gerhart Schreiter, mit der an die Opfer des Zweiten Weltkrieges mahnend erinnert wird.
1951 wurde die Ausmalung der Kapelle erneuert und am Giebel über dem Eingang aus dem Römerbrief der folgende Spruch (5,2 ) aufgebracht: „Wir rühmen uns der Hoffnung der zukünftigen Herrlichkeit.“ Im Laufe der Zeit hat das Gebäude weitere Umbauten und Modernisierungen erfahren, so wurde die Inschrift „Seid fröhlich in Hoffnung, geduldig in Trübsal, haltet an am Gebet.“ (Römer 12,12 ) am Kapellengiebel aufgebracht.
Die Kapelle, die Friedhofsmauer sowie zahlreiche Gräber wie die von Walther Epstein, Erich Koehler oder Theo von Brockhusen sind denkmalgeschützt.

## Beigesetzte bekannte Personen
| Name                                   | Geburtsjahr | Sterbejahr | Beruf/Wirken | Ehrengrab | Grablage   | Foto des Grabes | Bemerkungen                                                                   |
| -------------------------------------- | ----------- | ---------- | --- | --------- | ---------- | --------------- | ----------------------------------------------------------------------------- |
| Johannes Adolph                        | 1882        | 1968       | Ingenieur, Unternehmer, Vorstandsmitglied der Bewag |           | Q          |                 |                                                                               |
| Fedja Anzelewski                       | 1919        | 2010       | Kunsthistoriker |           |            |                 |                                                                               |
| Jürgen Arndt                           | 1915        | 1998       | Jurist, Kammergerichtspräsident, Genealoge, Heraldiker |           |            |                 |                                                                               |
| Herbert Ballmann                       | 1924        | 2009       | Filmproduzent, Regisseur |           | CII59/60   |                 |                                                                               |
| Arnulf Baring                          | 1932        | 2019       | Jurist, Politikwissenschaftler, Historiker, Publizist, Autor, Hochschullehrer (FU Berlin) |           |            |                 |                                                                               |
| Gerdt von Bassewitz                    | 1878        | 1923       | Schriftsteller, Autor von Peterchens Mondfahrt |           |            |                 | Grab nicht erhalten                                                           |
| Friedrich W. Bauschulte                | 1923        | 2003       | Schauspieler, Hörspiel- und Synchronsprecher |           | C          |                 |                                                                               |
| Wilhelm von Blume                      | 1835        | 1919       | General der Infanterie, Militärschriftsteller, Hochschullehrer (Preußische Kriegsakademie) |           | E          |                 | gemeinsam mit seinem gleichnamigen Sohn                                       |
| Wilhelm von Blume                      | 1867        | 1927       | Jurist, Politiker (DDP), Mitglied des württembergischen Landtags, Hochschullehrer (Marburg, Rostock, Königsberg, Halle, Tübingen)                                                                           |           | E          |                 | gemeinsam mit seinem gleichnamigen Vater                                      |
| Max Bodenstein                         | 1871        | 1942       | Physikochemiker, Hochschullehrer (Leipzig, Friedrich-Wilhelms-Universität in Berlin, TH Hannover) |           | E          |                 |                                                                               |
| Helmut de Boor                         | 1891        | 1976       | Germanist, Mediävist, Hochschullehrer (Greifswald, Leipzig, Bern, FU Berlin) |           | G-23       |                 |                                                                               |
| Erich Brennecke                        | 1891        | 1976       | Geodät, Hochschullehrer (TH Berlin) |           |            |                 | Grab nicht erhalten                                                           |
| Theo von Brockhusen                    | 1882        | 1919       | Maler, Zeichner, Radierer | 1987–2009 | A-46/47    |                 |                                                                               |
| Friedrich Buschtöns                    | 1895        | 1962       | Theologe, Oberkirchenrat |           |            |                 |                                                                               |
| Rolf-Peter Calliess                    | 1935        | 2018       | Rechtswissenschaftler, Strafrechtler, Hochschullehrer (Hannover) |           |            |                 |                                                                               |
| Walter Conrad                          | 1892        | 1970       | Verwaltungsjurist, Politiker (DVP, LDP, FDP), Mitglied des Abgeordnetenhauses, Stadtrat für Gesundheitswesen                                                                                                |           | H          |                 |                                                                               |
| Helmut Coper                           | 1925        | 2013       | Mediziner, Pharmakologe, studentischer Mitgründer der FU Berlin, Hochschullehrer (FU Berlin) |           | D          |                 |                                                                               |
| Oskar Cordel                           | 1843        | 1913       | Schachmeister und -autor |           | G          |                 |                                                                               |
| Carl Dahlhaus                          | 1928        | 1989       | Musikwissenschaftler, Dramaturg, Publizist, Hochschullehrer (TU Berlin) |           | PI-35/36   |                 |                                                                               |
| Dietmar von Dippel                     | 1943        | 2009       | Jurist |           |            |                 |                                                                               |
| Ulrich Dübber                          | 1929        | 1985       | Journalist, Politiker (SPD), Mitglied des Bundestags |           |            |                 |                                                                               |
| Walther Epstein                        | 1874        | 1918       | Architekt, Regierungsbaumeister |           | A          |                 |                                                                               |
| Friedrich Ernst                        | 1889        | 1960       | Verwaltungsjurist, Reichskommissar, Bankier, NS-Verfolgter |           | F          |                 |                                                                               |
| Gert von Eynern                        | 1902        | 1987       | Wirtschaftswissenschaftler, Politologe, Journalist, Hochschullehrer (FU Berlin) |           | H          |                 | Grab nicht erhalten                                                           |
| Ferdinand Friedensburg                 | 1886        | 1972       | Politiker (DDP, CDU), amtierender Oberbürgermeister Berlins, Mitglied des Europäischen Parlaments und des Bundestags, Ehrenbürger Berlins                                                                   | seit 1972 | A-10/11    |                 |                                                                               |
| Richard Friedenthal                    | 1896        | 1979       | Schriftsteller, Essayist, Lexikograf, Biograf, Publizist, NS-Emigrant | seit 1984 | CII-49/50  |                 |                                                                               |
| Gisela Fritsch                         | 1936        | 2013       | Schauspielerin, Hörspiel- und Synchronsprecherin |           |            |                 |                                                                               |
| Christof Gestrich                      | 1940        | 2018       | Theologe, Geistlicher, Hochschullehrer (Kirchliche Hochschule Berlin, HU Berlin) |           |            |                 |                                                                               |
| Hugo Gressmann                         | 1877        | 1927       | Theologe, Alttestamentler, Hochschullehrer (Friedrich-Wilhelms-Universität) |           | D          |                 |                                                                               |
| Adolf Groth                            | 1855        | 1934       | Pädagoge, Schriftsteller, Übersetzer |           |            |                 |                                                                               |
| Ernst-Gerhard Güse                     | 1944        | 2023       | Kunsthistoriker, Ausstellungskurator |           |            |                 |                                                                               |
| Fritz Heise                            | 1866        | 1950       | Bergbauingenieur und -funktionär, Hochschullehrer (Bergakademie Berlin), Mitgründer des Deutschen Bergbau-Museums Bochum                                                                                    |           | M          |                 |                                                                               |
| Rudolf Henneberg                       | 1845        | 1909       | Ingenieur, Unternehmer, Mitglied des Reichstags (NLP) |           | A          |                 |                                                                               |
| Ernst Hinrichs                         | 1937        | 2009       | Historiker, Hochschullehrer (Oldenburg, Braunschweig) |           | E          |                 |                                                                               |
| Luise Holzapfel                        | 1900        | 1963       | Chemikerin, Silikatforscherin |           |            |                 | Grab nicht erhalten                                                           |
| Karl Johannes Hoffmann                 | 1898        | 1964       | Mediziner, Politiker (LDP, FDP), Mitglied des Abgeordnetenhauses |           |            |                 |                                                                               |
| Artur Jacob-Steinorth                  | 1886        | 1958       | Chemiker, Hochschullehrer (HU Berlin) |           | D          |                 | gemeinsam mit seinem Sohn Karl Steinorth                                      |
| Bernd Juds                             | 1939        | 2004       | Schriftsteller, Publizist, Übersetzer |           | H          |                 |                                                                               |
| Hans Kadelbach                         | 1900        | 1979       | Jurist, Segelsportler |           |            |                 |                                                                               |
| Ilse Kleberger                         | 1921        | 2012       | Medizinerin, Schriftstellerin, Kinder- und Jugendbuchautorin, Biografin |           |            |                 |                                                                               |
| Arno Kleffel                           | 1840        | 1913       | Dirigent, Komponist, Hochschullehrer (Stern’sches Konservatorium in Berlin) |           |            |                 | Grab nicht erhalten                                                           |
| Jochen Klepper                         | 1903        | 1942       | Theologe, Journalist, Schriftsteller, Dichter geistlicher Lieder, NS-Opfer |           | J-1–4      |                 |                                                                               |
| Willi von Klewitz                      | 1872        | 1928       | Oberst, Freikorpsführer |           |            |                 |                                                                               |
| Max Kloss                              | 1873        | 1961       | Maschinenbauer, Elektroingenieur, Hochschullehrer (TH Berlin), Mitglied der Preußischen Landesversammlung (DNVP)                                                                                            |           | A          |                 |                                                                               |
| Kurt Kluge                             | 1886        | 1940       | Bildhauer, Erzgießer, Schriftsteller, Hochschullehrer (Akademie der Künste in Berlin) |           | A-64       |                 |                                                                               |
| Werner Kniehahn                        | 1895        | 1967       | Maschinenbauer, Feinmechaniker, Hochschullehrer (TH Dresden, TU Berlin) |           | A          |                 |                                                                               |
| Hans Koch                              | 1893        | 1945       | Jurist, Widerstandskämpfer gegen das NS-Regime |           |            |                 |                                                                               |
| Stephan Kohler                         | 1952        | 2020       | Kerntechnikingenieur, Manager im Energiebereich |           |            |                 |                                                                               |
| Eduard Kohlrausch                      | 1874        | 1948       | Jurist, Strafrechtler, Hochschullehrer (Königsberg, Straßburg, Friedrich-Wilhelms-Universität) |           | PI-11/12   |                 |                                                                               |
| Paul von Krause                        | 1852        | 1923       | Verwaltungsjurist, Staatssekretär, Politiker (LDP, DVP), Mitglied des Preußischen Abgeordnetenhauses und des Preußischen Landtags                                                                           |           |            |                 | Grab nicht erhalten                                                           |
| Hermann Kretzschmar                    | 1848        | 1924       | Musikwissenschaftler, Dirigent, Komponist, Hochschullehrer (Friedrich-Wilhelms-Universität und Hochschule für Musik in Berlin)                                                                              | 1992–2014 | AI-19/20   |                 |                                                                               |
| Martin Kruse                           | 1929        | 2022       | Theologe, Pfarrer, Bischof der Evangelischen Kirche in Berlin-Brandenburg, Ratsvorsitzender der EKD |           | J-01 39+40 |                 |                                                                               |
| Erich Loos                             | 1913        | 2006       | Literaturwissenschaftler, Romanist, Hochschullehrer (FU Berlin) |           |            |                 |                                                                               |
| Friedrich von Lorentz                  | 1902        | 1968       | Klassischer Archäologe, Kunsthistoriker, Hochschullehrer (TU Berlin) |           |            |                 |                                                                               |
| Peter Lorenz                           | 1922        | 1987       | Jurist, Politiker, Vorsitzender der CDU Berlin, Präsident des Abgeordnetenhauses, Mitglied des Bundestags, Parlamentarischer Staatssekretär beim Bundeskanzler, Opfer einer Entführung der Bewegung 2. Juni | seit 1997 | PI-1/2     |                 |                                                                               |
| Hans Rainer Maurer                     | 1937        | 2014       | Pharmazeut, Hochschullehrer (FU Berlin) |           |            |                 |                                                                               |
| Barry McDaniel                         | 1930        | 2018       | Opern- und Kammersänger (Bariton) |           |            |                 |                                                                               |
| Gebhardt von Moltke                    | 1938        | 2019       | Diplomat, Botschafter im Vereinigten Königreich, Ständiger Vertreter bei der NATO |           |            |                 |                                                                               |
| Eduard Mosler                          | 1873        | 1939       | Jurist, Bankier, Vorstandssprecher der Deutschen Bank |           |            |                 |                                                                               |
| Anna Muthesius                         | 1870        | 1961       | Konzertsängerin, Innenarchitektin, Modedesignerin | seit 1984 | BI-82      |                 | gemeinsam mit ihrem Gatten Hermann Muthesius und ihrem Sohn Eckart Muthesius  |
| Eckart Muthesius                       | 1904        | 1989       | Architekt, Innenarchitekt |           | BI-82/83   |                 | gemeinsam mit seiner Mutter Anna Muthesius und seinem Vater Hermann Muthesius |
| Hermann Muthesius                      | 1861        | 1927       | Architekt, Architekturtheoretiker, Baubeamter, Mitbegründer des Deutschen Werkbundes | seit 1984 | BI-82      |                 | gemeinsam mit seiner Gattin Anna Muthesius und seinem Sohn Eckart Muthesius   |
| Johannes Obergethmann                  | 1862        | 1921       | Maschinenbau- und Eisenbahningenieur, Regierungsbaumeister, Hochschullehrer (TH Aachen, TH Berlin) |           |            |                 | Grab nicht erhalten                                                           |
| Julius Petersen                        | 1878        | 1941       | Literatur- und Theaterwissenschaftler, Publizist, Hochschullehrer (München, Yale University, Basel, Frankfurt am Main, Friedrich-Wilhelms-Universität)                                                      |           |            |                 |                                                                               |
| Hans Pfundtner                         | 1881        | 1945       | Verwaltungsjurist, Staatssekretär im Reichsinnenministerium, führend beteiligt an der Ausarbeitung der Nürnberger Gesetze                                                                                   |           |            |                 | Grab nicht erhalten                                                           |
| Wolfgang Rademann                      | 1934        | 2016       | Journalist, Fernsehproduzent |           | H-11/12    |                 |                                                                               |
| Willy Ramme                            | 1887        | 1953       | Entomologe, Kurator am Berliner Museum für Naturkunde, Hochschullehrer |           | L          |                 |                                                                               |
| Friedrich Romberg                      | 1871        | 1956       | Maschinenbau-Ingenieur, Hochschullehrer (TH/TU Berlin) |           |            |                 | Grab nicht erhalten                                                           |
| Josef Rufer                            | 1893        | 1985       | Musikwissenschaftler, -pädagoge und -kritiker, Schönberg-Forscher |           | F          |                 |                                                                               |
| Karl Scharfenberg                      | 1874        | 1938       | Ingenieur, Erfinder, Unternehmer, Entwickler der Scharfenbergkupplung für Eisenbahnwaggons |           | CII-3/4    |                 |                                                                               |
| Peter Schiff                           | 1923        | 2014       | Schauspieler, Hörspiel- und Synchronsprecher |           | FIV-2      |                 |                                                                               |
| Erich Schmidt                          | 1897        | 1952       | Journalist, Publizist, Verleger (Erich Schmidt Verlag), Politiker (DNVP), Mitglied des Reichstags |           | Q          |                 |                                                                               |
| Max C. P. Schmidt                      | 1853        | 1918       | Klassischer Philologe, Gymnasialprofessor, lehrte lateinische Stilistik an der Friedrich-Wilhelms-Universität                                                                                               |           | 1          |                 |                                                                               |
| Gerhard Schmitt                        | 1909        | 2000       | Theologe, Geistlicher, Generalsuperintendent |           | UIII       |                 |                                                                               |
| Otto R. Schnutenhaus                   | 1894        | 1976       | Wirtschaftswissenschaftler, Hochschullehrer (TH Braunschweig, TH/TU Berlin) |           | D          |                 |                                                                               |
| Werner Schochow                        | 1925        | 2020       | Historiker, Bibliothekar, Forscher zur Geschichte der Staatsbibliothek zu Berlin |           |            |                 |                                                                               |
| Werner Schumacher                      | 1920        | 2000       | Radiologe, Chefarzt am Rudolf-Virchow-Krankenhaus |           |            |                 |                                                                               |
| Walter Schunack                        | 1935        | 2011       | Mediziner, Pharmakologe, Apotheker, Hochschullehrer (Mainz, FU Berlin) |           | A          |                 |                                                                               |
| Alexander Schwan                       | 1931        | 1989       | Politikwissenschaftler, Hochschullehrer (FU Berlin) |           | P          |                 |                                                                               |
| Wilhelm Spickernagel                   | 1890        | 1928       | Journalist, Sachbuchautor, Biograf, Politiker (NLP, DVP), Mitglied des Preußischen Landtags |           |            |                 | Grab nicht erhalten                                                           |
| Axel Springer                          | 1912        | 1985       | Verleger (Axel Springer Verlag) | seit 2016 | E-96       |                 |                                                                               |
| Berthold Stechow                       | 1865        | 1941       | Konteradmiral |           |            |                 | Grab nicht erhalten                                                           |
| Karl Steinorth                         | 1931        | 2000       | Jurist, Fotograf, Kulturmanager, Sammler (Karl Steinorth Bibliothek) |           | D          |                 | gemeinsam mit seinem Vater Artur Jacob-Steinorth                              |
| Eduard Sthamer                         | 1883        | 1938       | Mittelalterhistoriker, Bibliothekar |           |            |                 | Grab nicht erhalten                                                           |
| Adolf Strube                           | 1894        | 1973       | Musikpädagoge, Kirchenmusiker, Musikverleger, Hochschullehrer (Musikhochschule Berlin) |           |            |                 | Grab nicht erhalten                                                           |
| Hans Stübner                           | 1900        | 1973       | Maler |           |            |                 |                                                                               |
| Werner Thärichen                       | 1921        | 2008       | Schlagzeuger, Komponist, Solopauker bei den Berliner Philharmonikern, Hochschullehrer (HdK Berlin) |           | H          |                 |                                                                               |
| George Henry de Thierry                | 1862        | 1942       | Wasserbauingenieur, Baubeamter, Hochschullehrer (TH Charlottenburg), Vorsitzender des Deutschen Verbands Technisch-Wissenschaftlicher Vereine                                                               |           |            |                 | Grab nicht erhalten                                                           |
| Richard Thurnwald                      | 1869        | 1954       | Ethnologe, Hochschullehrer (Friedrich-Wilhelms-Universität, FU Berlin) |           |            |                 | Grab nicht erhalten                                                           |
| Robert Tillmanns                       | 1896        | 1955       | Politiker (CDU), Mitglied des sächsischen Landtags und des Bundestags, Bundesminister für besondere Aufgaben                                                                                                |           | PII-75–78  |                 |                                                                               |
| Rüdiger Trantow                        | 1926        | 2019       | Komponist, Dirigent, Musikpädagoge |           |            |                 |                                                                               |
| Friedrich Trendelenburg                | 1844        | 1924       | Mediziner, Chirurg, Generalarzt, Hochschullehrer (Rostock, Bonn, Leipzig), Vater von Friedrich Adolf Albrecht und von Paul Trendelenburg                                                                    | 1990–2014 | A-45       |                 |                                                                               |
| Friedrich Adolf Albrecht Trendelenburg | 1878        | 1962       | Verwaltungsjurist, Ministerialdirektor, Amtsrichter |           | A-45       |                 |                                                                               |
| Paul Trendelenburg                     | 1884        | 1931       | Pharmakologe, Toxikologe, Hochschullehrer (Dorpat, Rostock, Freiburg, Friedrich-Wilhelms-Universität) |           | D          |                 | gemeinsam mit dem Sohn Ullrich Trendelenburg                                  |
| Ullrich Trendelenburg                  | 1922        | 2006       | Pharmakologe, Hochschullehrer (Würzburg), Präsident der Deutschen Pharmakologischen Gesellschaft |           | D          |                 | gemeinsam mit dem Vater Paul Trendelenburg                                    |
| Max Vasmer                             | 1886        | 1962       | Slawist, Hochschullehrer (Saratow, Dorpat, Leipzig, Friedrich-Wilhelms-Universität/HU Berlin, FU Berlin) | 1987–2009 | BI-25/26   |                 |                                                                               |
| Christa Vennegerts                     | 1951        | 2010       | Politikerin (B’90/Grüne), Mitglied des Bundestags und Fraktionssprecherin, Regierungspräsidentin im Regierungsbezirk Detmold                                                                                |           |            |                 |                                                                               |
| Rudolf Vierhaus                        | 1922        | 2011       | Historiker, Hochschullehrer (Bochum), Direktor (Neuzeit) des Max-Planck-Instituts für Geschichte in Göttingen                                                                                               |           | C          |                 |                                                                               |
| Emil Vogel                             | 1859        | 1908       | Musikwissenschaftler, Bibliothekar, Autor |           |            |                 | Grab nicht erhalten                                                           |
| Heinrich Vogel                         | 1902        | 1989       | Theologe, Geistlicher, Dichter, Komponist, Hochschullehrer (HU Berlin), Mitglied der Bekennenden Kirche |           |            |                 |                                                                               |
| Sieglinde Wagner                       | 1921        | 2003       | Opern- und Kammersängerin (Alt) |           | E          |                 |                                                                               |
| Gustav Adolf Wayss                     | 1851        | 1917       | Bauingenieur, Bauunternehmer (Wayss & Freytag), Pionier des Eisen- und Stahlbetonbaus |           |            |                 | Grab nicht erhalten                                                           |
| Moritz Weber                           | 1871        | 1951       | Ingenieurwissenschaftler, Strömungsmechaniker, Regierungsbaumeister, Hochschullehrer (TH Hannover, TH Berlin)                                                                                               |           | A          |                 |                                                                               |
| Gertrud Weinhold                       | 1899        | 1992       | Sammlerin religiöser Volkskunst (Ökumenische Sammlung Gertrud Weinhold), Mäzenin |           | A          |                 |                                                                               |
| Joachim Hans Weniger                   | 1925        | 2015       | Agrarwissenschaftler, Tierzuchtexperte, Hochschullehrer (Göttingen, TU Berlin) |           | F          |                 |                                                                               |
| Ulrich Wickert                         | 1927        | 2009       | Theologe, Kirchenhistoriker, Hochschullehrer (Tübingen, Kirchliche Hochschule Berlin, HU Berlin) |           | J          |                 |                                                                               |
| Johannes Wirsching                     | 1929        | 2004       | Theologe, Hochschullehrer (Freiburg, Kirchliche Hochschule Berlin, HU Berlin) |           | E          |                 |                                                                               |
| Georg Wobbermin                        | 1869        | 1943       | Theologe, Religionspsychologe, Hochschullehrer (Göttingen) |           |            |                 | Grab nicht erhalten                                                           |
| Karlheinz Zöller                       | 1928        | 2005       | Musiker, Soloflötist der Berliner Philharmoniker, Hochschullehrer (Hamburg, HdK Berlin) |           |            |                 |                                                                               |

## Belege
1. 1 2 3  Liste der Berliner Friedhöfe (Stand Mai 2016)
2. ↑  Kirchengemeinde Nikolassee: Kirchhof in Nikolassee
3. 1 2  Ev. Kirchhof Nikolassee. Denkmaldatenbank der Senatsverwaltung für Stadtentwicklung und Umwelt, abgerufen am 29. Oktober 2016.
4. ↑  Ehrengrabstätten des Landes Berlin (Stand: Juli 2016)
5. ↑  Architekten- und Ingenieur-Verein zu Berlin (Hrsg.): Anlagen und Bauten für die Versorgung. Bestattungswesen (= Berlin und seine Bauten. Teil X, Band A (3)). Wilhelm Ernst & Sohn, Berlin 1981, ISBN 3-433-00890-6, S. 119.
6. ↑  Ev. Kirchhof Nikolassee. In: Landesdenkmalamt Berlin, Denkmaldatenbank, Objekt-Nr. 09050055, auf: berlin.de.

Koordinaten: 52° 25′ 34,95″ N, 13° 12′ 14,61″ O